# Sante Patussi
Sante Patussi (Tricesimo, 23 novembre 1915 – Mediterraneo orientale, 25 giugno 1941) è stato un militare italiano, decorato con la medaglia d'oro al valor militare alla memoria durante la seconda guerra mondiale.

## Biografia
Nacque a Tricesimo il 23 novembre 1915. Iscrittosi alla facoltà di scienze economiche dell'università di Trieste, nel novembre del 1936 fu ammesso a frequentare il corso per allievi ufficiali a Fano, in seno al 94º Reggimento fanteria "Messina". Promosso sottotenente fu assegnato al 2º Reggimento fanteria "Re", rimanendo in servizio dietro sua domanda nel settembre del 1939, all'atto dello scoppio della seconda guerra mondiale Conseguito il brevetto di osservatore dall'aeroplano, fu assegnato alla 113ª Squadriglia O.A., passando poi alla 41ª Squadriglia dove ebbe un grave incidente di volo. Ripreso il servizio il 1 giugno 1941 fu assegnato inizialmente alla 40ª Squadriglia, transitando poi alla 19ª Squadriglia di osservazione terrestre del XXVIII Gruppo dell'8º Stormo. Il suo aereo, il bombardiere Savoia-Marchetti S.79 Sparviero del Sottotenente Luigi Gentile fu abbattuto da caccia nemici durante una ricerca di commilitoni dispersi in mare; ferito rimase con i compagni per 17 ore su un battellino di salvataggio, mentre le ferite si aggravavano. Morì in alto mare il 25 giugno 1941, e per onorarne il coraggio fu decretata la concessione della medaglia d'oro al valor militare alla memoria.
A lui fu intitolata la caserma dell'Esercito Italiano di Tricesimo, in seguito dismessa.

### Fonti
1. 1 2  Ufficio Storico dell'Aeronautica Militare 1969, p. 231.
2. 1 2 3  Gruppo Medaglie d'Oro al Valor Militare 1965, p. 688.
3. 1 2 3 4 5  Combattenti Liberazione.
4. ↑   Presidenza della Repubblica, Patussi, Sante. Medaglia d'oro al valor militare, su quirinale.it. URL consultato il 3 novembre 2014.
5. ↑  Bollettino Ufficiale 1942, disp.14, pag.642 e disp.46 pag.2498.